# Santa María de Ipire (município)
Santa María de Ipire é um município da Venezuela localizado no estado de Guárico.
A capital do município é a cidade de Santa Maria de Ipire.